# エンケファリトゾーン症
エンケファリトゾーン症（エンケファリトゾーンしょう、英: encephalitozoonosis）とは微胞子虫の一種である Enchephalitozoon cuniculi 寄生を原因とする寄生虫病。Encephalitozoon cuniculiはウサギ、齧歯類、イヌ、ネコ、ヒトなどに寄生し、主な感染経路は胞子の経口摂取である。細胞内に侵入した胞子は分裂増殖して栄養型虫体となり、スポロント、スポロブラストを経て胞子を形成する。症状はウサギでは脳炎や腎炎に関連する全身症状を、イヌでは後躯麻痺、運動失調などを、ネコでは筋肉痙攣、抑鬱、麻痺などを示す。治療法、予防法とともに有効なものは確立されていない。